# Waszkieniki
Waszkieniki – dawny folwark. Tereny, na których był położony, leżą obecnie na Białorusi, w obwodzie grodzieńskim, w rejonie oszmiańskim, w sielsowiecie Kolczuny.

## Historia
W czasach zaborów folwark w gminie Graużyszki, w powiecie oszmiańskim, w guberni wileńskiej Imperium Rosyjskiego. W 1905 roku liczył 23 mieszkańców, własność Śniadeckich.
W latach 1921–1945 folwark leżał w Polsce, w województwie wileńskim, w powiecie oszmiańskim, w gminie Graużyszki.
W 1931 w 2 domach zamieszkiwało 28 osób.
Wierni należeli do parafii rzymskokatolickiej w Oszmianie. Miejscowość podlegała pod Sąd Grodzki w Holszanach i Okręgowy w Wilnie; właściwy urząd pocztowy mieścił się w Oszmianie.